# هنري توماس (لاعب كرة قدم أمريكية)
هنري توماس (بالإنجليزية: Henry Thomas)‏ هو لاعب كرة قدم أمريكية أمريكي، ولد في 12 يناير 1965 في هيوستن في الولايات المتحدة.

## وصلات خارجية
- هنري توماس على موقع مرجع كرة القدم المحترفة.كوم (الإنجليزية)
- هنري توماس على موقع مرجع كرة القدم المحترفة.كوم (الإنجليزية)